# Fausse patte / Gaucher
Un fausse patte / un gaucher est un pratiquant de sport de combat qui est gaucher, on peut le reconnaitre grâce à son pied droit qui est devant son pied gauche en position de combat.

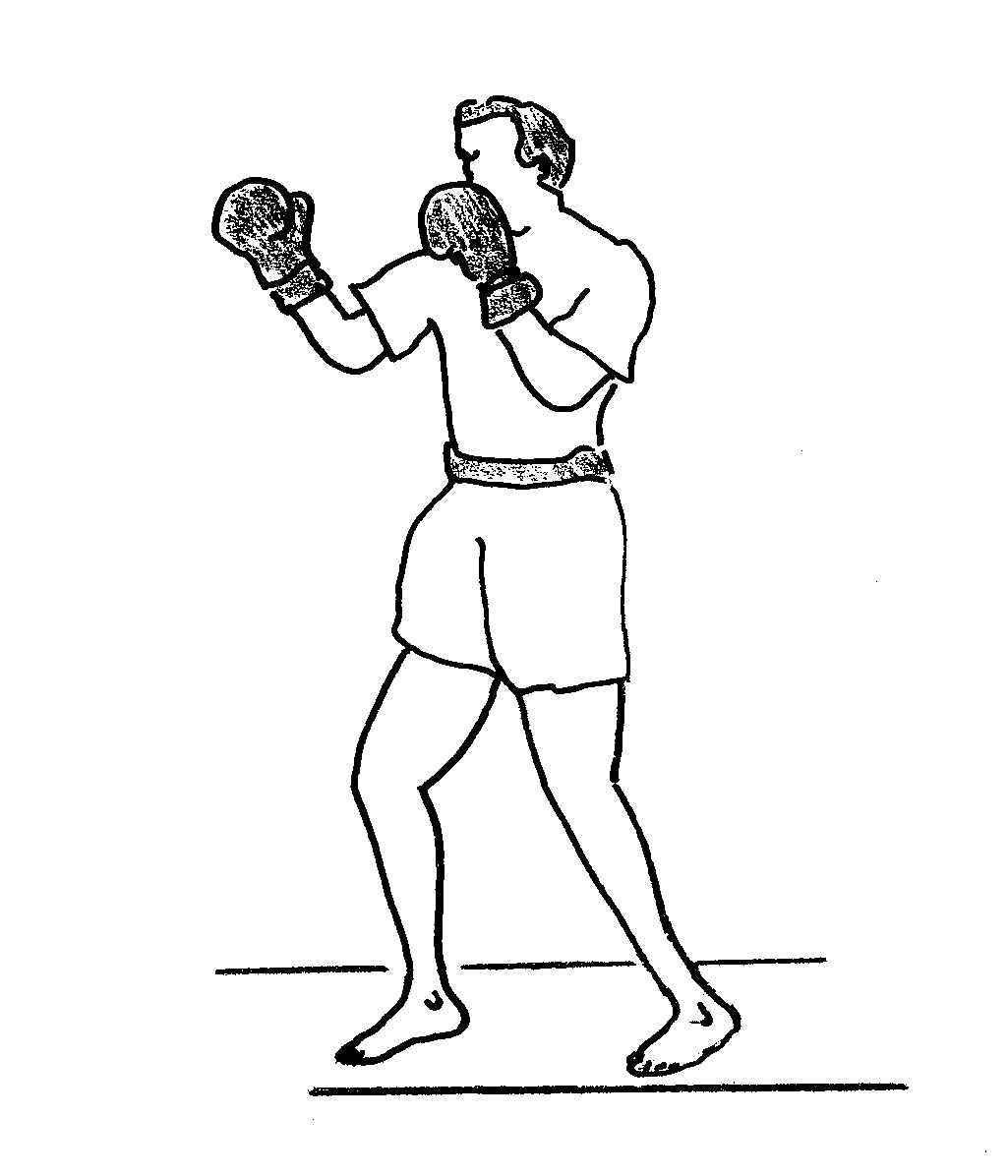
Position du gaucher.